# Đại Tỉnh thức
Thuật từ Đại Tỉnh thức được dùng để chỉ các cuộc phục hưng tôn giáo trong lịch sử Hoa Kỳ và Anh Quốc, cũng được dùng để miêu tả các giai đoạn cách mạng về tư tưởng tôn giáo tại Hoa Kỳ. Phong trào này, với mục tiêu đánh thức sự sùng tín đã ngủ yên trong lòng tín hữu, lại kiến tạo cho mình ảnh hưởng đáng kể trong xã hội qua nỗ lực tuyên xưng các giá trị đạo đức, sự công chính và lòng nhân ái.
Theo sự phân loại được chấp nhận rộng rãi nhất, có cả thảy bốn cuộc đại tỉnh thức xảy ra trong lịch sử Hoa Kỳ:
- Đại Tỉnh thức lần thứ nhất (thập niên 1730 - thập niên 1740)
- Đại Tỉnh thức lần thứ nhì (thập niên 1800 - thập niên 1830)
- Đại Tỉnh thức lần thứ ba (thập niên 1880 - thập niên 1900)
- Đại Tỉnh thức lần thứ tư (thập niên 1960 - thập niên 1970)

## Đặc điểm
Joseph Tracy - một mục sư và sử gia, người đã mang đến cho hiện tượng tôn giáo này thuật ngữ "Đại Tỉnh thức" (cũng là tựa đề một tác phẩm của ông được xuất bản vào năm 1842) - cho rằng cuộc đại tỉnh thức lần thứ nhất là tiền thân của cuộc chiến dành độc lập của Hoa Kỳ. Cũng theo lập luận của Tracy, phong trào bãi nô, một phần của cuộc đại tỉnh thức lần thứ hai và là một trong những nhân tố kiến tạo sự phân hóa trong nước Mỹ về vấn đề nô lệ, được xem như là một trong những yếu tố dẫn nước Mỹ vào cuộc Nội chiến với mục tiêu chính là giải phóng nô lệ.
Trong các cuộc Đại Tỉnh thức xuất hiện những hiện tượng nổi bật như bùng phát nhiều giáo phái, ngay cả một số tôn giáo mới, và các hệ thống tín ngưỡng mới xuất hiện cũng như các giáo hội truyền thống đều phát triển mạnh mẽ và tạo nhiều ảnh hưởng trong xã hội.
Mặc dù chịu ảnh hưởng từ những trào lưu thần học khởi phát ở châu Âu, hiện tượng tôn giáo này chủ yếu diễn ra trong vòng nước Mỹ và thể hiện những đặc thù của đất nước này. Một phần có lẽ do Hoa Kỳ là vùng đất màu mỡ cho sự phát triển nhiều giáo phái, dù hầu hết đều chia sẻ những giá trị chung của cộng đồng Kháng Cách. Truyền thống Kháng Cách khuyến khích sự tự do bày tỏ các xác tín khác nhau. Sự thiếu vắng một tôn giáo chủ đạo hoặc một hệ thống quốc giáo là môi trường thuận lợi cho việc truyền bá những ý tưởng mới mà không cần nỗ lực, thường khi chậm chạp, cải cách từ bên trong.

## Đại Tỉnh thức lần thứ nhất

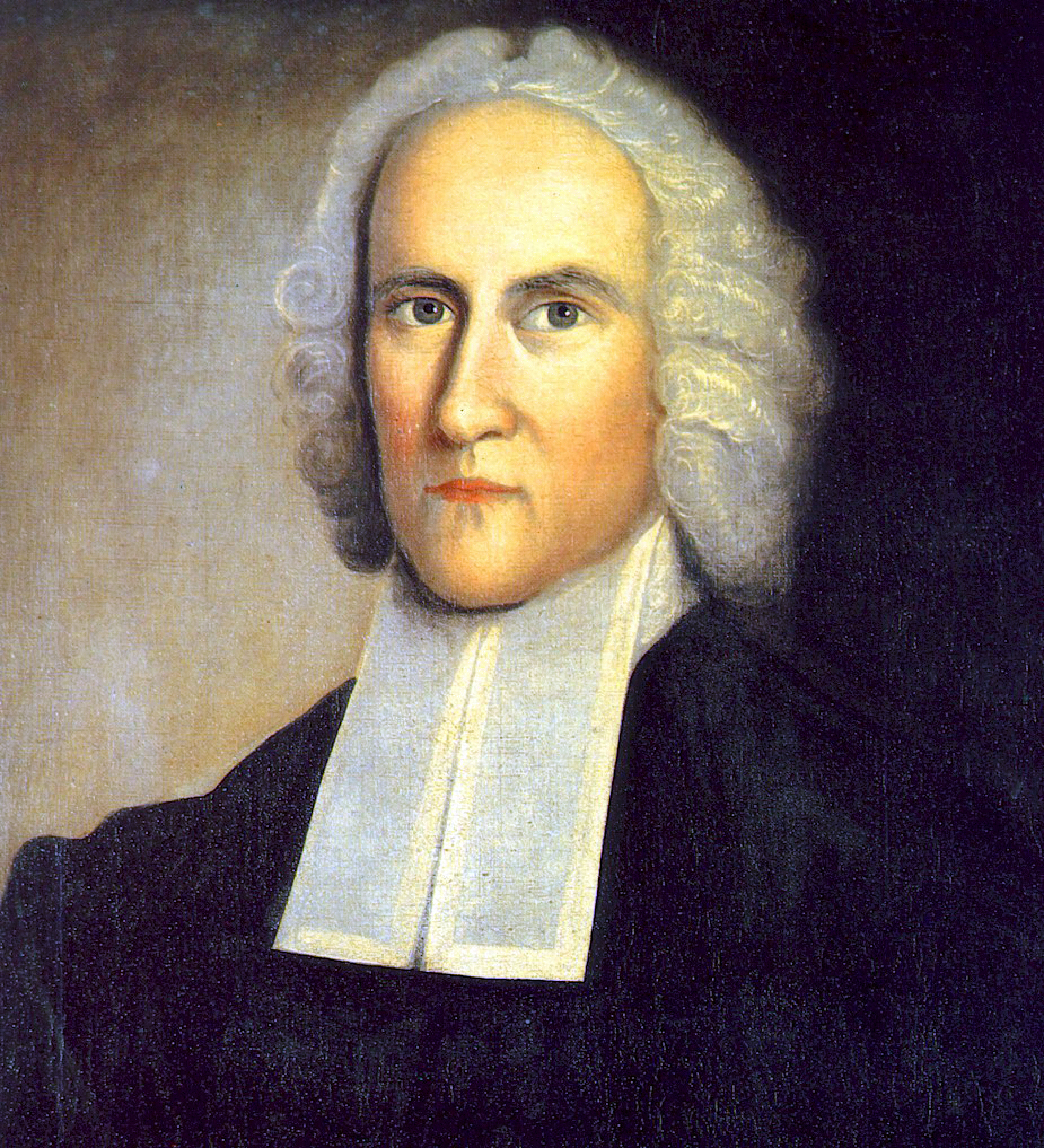
Jonathan Edwards.

Cuộc Đại Tỉnh thức thứ nhất là phong trào tôn giáo bùng phát trong cộng đồng Kháng Cách (Protestant) tại các khu định cư tại Bắc Mỹ trong những năm thuộc các thập niên 1730 và 1740. Khởi phát bởi Jonathan Edwards, một nhà thuyết giáo sống tại Massachusetts, người tìm cách phục hồi các giá trị cội rễ của Thần học Calvin (đã được chấp nhận và truyền bá rộng rãi trong thời kỳ lập quốc), và nỗ lực đánh thức tình cảm kính yêu Thiên Chúa đang phôi phai trong lòng tín hữu. Bài giảng Tội nhân trong tay Thiên Chúa đang thịnh nộ là một trong những bài giảng nổi tiếng nhất của ông. Edwards là diễn giả có sức thuyết phục lớn, và nhiều người tìm đến để nghe ông thuyết giảng. Nhà thuyết giáo người Anh George Whitefield tiếp nối phong trào, du hành khắp các khu định cư và thu hút số lượng thính giả đông đảo với cung cách thuyết giáo sinh động và đầy cảm xúc.
Phương pháp giảng dạy mới cùng cung cách sống đạo của những người theo phong trào này đã thổi sức sống mới vào đời sống tôn giáo tại Mỹ. Người ta tìm đến tôn giáo với lòng nhiệt tâm, chứ không còn chịu ngồi nghe các bài luận thuyết tôn giáo cách lặng lẽ và xa cách. Nhiều người bắt đầu thói quen nghiên cứu Kinh Thánh tại nhà, tập quán này làm suy giảm ảnh hưởng của các nghi thức thờ phụng công cộng, và đem tín hữu đến gần với khynh hướng chú trọng vào sự trải nghiệm cá nhân đã được rao giảng tại Âu châu trong cuộc Cải cách Kháng Cách.
Tất cả những điều này tạo nên sức mạnh thuyết phục cho thông điệp của Jonathan Edwards và các truyền đạo du hành (itinerant preacher), những người dong ruỗi dọc ngang nước Mỹ, tìm đến các khu định cư để giảng đạo. Họ thường được xem là thuộc về nhóm "Tân Quang", để phân biệt với nhóm "Cựu Quang". Sự tranh chấp giữa hai nhóm này dẫn đến việc thành lập một số viện đại học, nay được xếp vào danh sách của Ivy League, như Kings College (Đại học Columbia) và Đại học Princeton. Cuộc đại tỉnh thức có lẽ là biến cố thuần Mỹ nhất cho đến lúc ấy, nên thường được xem là một trong những yếu tố thúc đẩy tiến trình thống nhất các khu định cư và làm gia tăng quyết tâm dành độc lập và quyền tự quyết của người định cư.
Cuộc đại tỉnh thức cũng được giải thích là sự thể hiện sau cùng các lý tưởng tôn giáo; vì cớ các lý tưởng này mà các khu định cư vùng New England được thành lập. Lòng sùng tín đang trên đà suy giảm trong các thập niên trước cuộc đại tỉnh thức, một phần là do ảnh hưởng của phong trào Khai sáng (Englightenment), cùng với phản ứng tiêu cực của công chúng đối với vụ án xét xử các phù thủy tại Salem. Sau cuộc đại tỉnh thức, lòng sùng tín lại thoái trào, mặc dù lịch sử Hoa Kỳ luôn điểm xuyết bởi các cuộc phục hưng tôn giáo (đáng kể nhất là cuộc đại tỉnh thức thứ nhì). Sức mạnh dẫn dắt các khu định cư trong suốt 60 năm kế tiếp căn bản là thế tục, mặc dù Hoa Kỳ vẫn còn là một quốc gia sùng đạo sâu sắc (nhiều vùng trên nước Mỹ vẫn duy trì lòng sùng tín cho đến ngày nay).

### Ảnh hưởng
Các sử gia vẫn tiếp tục tranh luận về ảnh hưởng chính trị của cuộc đại tỉnh thức đối với cuộc Cách mạng Mỹ, diễn ra ngay sau đó. Heimert (1966) lập luận rằng trong thời kỳ trước khi xảy ra cuộc Cách mạng Mỹ, Thần học Calvin và Jonathan Edwards là nguồn cung ứng ý thức hệ chính trị cấp tiến theo khuynh hướng dân chủ xã hội; mặt khác, tôn giáo Tin Lành thể hiện và khuyến khích chủ nghĩa quốc gia. Thần học Calvin được vun trồng tại các khu định cư Mỹ lập nền cho hiện tượng thức tỉnh tâm linh, cùng lúc là tác nhân thúc đẩy cuộc Cách mạng Mỹ. Theo Heimert, ảnh hưởng chủ đạo của cuộc đại tỉnh thức là kiến tạo tinh thần quốc gia cho người Mỹ, đây là nhân tố quyết định dẫn đến cuộc cách mạng.
Cuộc Đại Tỉnh thức lần thứ nhất khởi phát từ những lời thuyết giáo mạnh mẽ và đầy sức thuyết phục tập chú vào việc quở trách tội lỗi và nhu cầu nhận lãnh ơn cứu chuộc qua hành động công khai xưng tội để tiếp nhận ân điển của Thiên Chúa, dẫn người nghe đến "trải nghiệm tiếp xúc với Thiên Chúa theo cách riêng của mỗi người". Các diễn giả tra xem bản chất của điều người Mỹ thường xem là giao ước của Thiên Chúa dành cho dân tộc họ, và quở trách nếp sống suy đồi, chuộng vật chất, thích hưởng thụ tại các khu định cư đang trở nên giàu có tại Mỹ. Họ xem đó là ảnh hưởng đến từ Anh, như thế, cần cắt đứt quan hệ với mẫu quốc để có thể tái cung hiến nước Mỹ cho Thiên Chúa.
Cuộc Đại Tỉnh thức biến tôn giáo trở thành trải nghiệm cá nhân cho người bình thường bằng cách kiến tạo nhận thức sâu sắc về tội lỗi và ơn cứu chuộc, cùng lúc với sự tra xét nội tâm và tinh thần tận hiến cho những chuẩn mực mới trong đời sống tâm linh. Nhà sử học Sydney E. Ahlstrom nhận thấy yếu tố này trong các cuộc phục hưng tôn giáo xảy ra ở những nơi khác như Phong trào Sùng tín tại Đức, cuộc Phục hưng Tin Lành và Phong trào Giám Lý tại Anh.

## Đại Tỉnh thức lần thứ nhì
Cuộc Đại Tỉnh thức thứ nhì là phong trào phục hưng tôn giáo lớn xảy ra trong lịch sử Hoa Kỳ. Nảy sinh từ phong trào này là nhiều loại hình hoạt động khác nhau, nổi trội nhất là tính chủ động của các địa phương và sự bày tỏ nhiệt tâm tôn giáo. Tại vùng New England, sự quan tâm về tôn giáo vừa được hồi sinh dẫn đến một làn sóng hoạt động xã hội. Tại miền tây tiểu bang New York, tinh thần của cuộc phục hưng mở đường cho sự xuất hiện của các giáo phái tân lập, và tạo ra ảnh hưởng đáng kể trên Phong trào Thánh khiết. Tại vùng Appalachia của Kentucky và Tennessee, cuộc phục hưng đã tăng cường sức mạnh cho các giáo phái Giám Lý và Baptist, và sản sinh một hình thức truyền đạo mới - giảng phúc âm trong các lều trại.
Vào cuối thế kỷ 18, nhiều người Mỹ thuộc giới trí thức không còn quan tâm đến đức tin Cơ đốc truyền thống, và cuộc phục hưng tôn giáo quét qua miền tây vào thượng bán thế kỷ 19 là một phản ứng đối với trào lưu thế tục của thời kỳ này.

### New England
Phong trào Tin Lành bùng phát tại đây sản sinh nhiều hội đoàn truyền giáo liên giáo phái với mục tiêu truyền bá phúc âm cho vùng đất miền Tây còn hoang sơ. Thành viên của các hội đoàn này không chỉ hoạt động như nhà truyền giáo mà còn là nhà giáo dục, truyền bá các giá trị văn hóa đô thị của miền Đông, trong khi những hiệp hội xuất bản và giáo dục chăm lo phát triển giáo dục Cơ đốc, nổi bật nhất là Thánh Kinh Hội Hoa Kỳ, ra đời năm 1816. Cũng từ cuộc phục hưng này, xuất hiện Hội Tiết độ và các nhóm vận động bãi bỏ chế độ nô lệ, khởi phát các nỗ lực nhằm cải cách chế độ lao tù, chăm sóc người tàn tật và người mắc bệnh tâm thần.

### New York

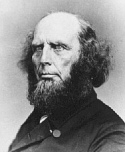
Charles G. Finney.

Cuộc phục hưng tại miền tây tiểu bang New York chịu nhiều ảnh hưởng của Charles Grandison Finney, một luật sư đến từ Adam, New York. Một vùng rộng lớn từ hồ Ontario đến dãy núi Adriondack chứng kiến quá nhiều cuộc phục hưng tôn giáo đến nỗi nó thường được nhắc đến với tên "Khu vực Bùng cháy" (Burned-over district). Năm 1821, Finney trải nghiệm một sự soi dẫn tâm linh trong khi đang tìm kiếm niềm xác tín tôn giáo cho mình. Ông khởi sự rao giảng Phúc âm tại miền tây tiểu bang New York. Các cuộc phục hưng của Finney nổi bật bởi những đặc điểm như chuẩn bị chu đáo, thuyết giáo với sức thuyết phục mạnh mẽ và kết quả sung mãn với số lượng lớn người qui đạo. Finney thuyết giảng tại khu vực này suốt từ những năm 1820 sang đến những năm đầu thập niên 1830 trước khi nhận lời giảng dạy môn thần học, và về sau trở thành viện trưởng, tại Đại học Oberlin.
Cũng từ khu vực này đã sản sinh hai giáo phái quan trọng tại Hoa Kỳ - phong trào Thánh hữu Ngày sau (Mormon) với 12 triệu tín hữu và phong trào Phục lâm – dù cả hai đều không được cộng đồng Cơ Đốc giáo công nhận vì những dị biệt của họ về các vấn đề thần học.

### Appalachia
Trong vùng núi Appalachia, cuộc phục hưng mang những đặc điểm tương tự với cuộc đại tỉnh thức thứ nhất của thế kỷ trước. Nhưng tại đây, tâm điểm của cuộc phục hưng là những buổi truyền giảng trong lều trại (camp meeting), thường kéo dài trong vài ngày, dành cho các nhóm cư dân, vì đòi hỏi của công việc, phải sống xa gia đình. Những con người lang bạt này nhìn xem các buổi truyền giảng trong lều bạt như là một nơi trú ẩn cho cuộc đời cô độc của họ tại vùng đất biên cương hoang dã. Bối cảnh đặc thù cộng với sự phấn khích khi tham dự các cuộc phục hưng tôn giáo đã nảy sinh một phong cách mới trong việc biểu lộ các tình cảm tôn giáo như nhảy múa, kêu la và ca hát, những đặc điểm thường được nối kết với các cuộc phục hưng xảy ra tại đây.
Buổi truyền giảng trong lều bạt được tổ chức lần đầu tiên vào tháng 7 năm 1800 tại Nhà thờ Gasper River, tây nam Kentucky. Một buổi truyền giảng khác lớn hơn được tổ chức tại Cane Ridge, Kentucky vào tháng 8 năm 1801 với sự tham dự của từ 10 ngàn đến 25 ngàn người; cũng có mặt nhiều mục sư thuộc các giáo phái Trưởng lão, Baptist và Giám Lý. Buổi truyền giảng này đã giúp định hình các chương trình truyền giảng phục hưng có tổ chức, để trở nên hình mẫu cho sự phát triển của các giáo phái như Giám Lý hay Baptist. Nó cũng là công cụ giúp sản sinh các giáo phái thuộc phong trào Hồi cố như Disciples of Christ và Church of Christ.
Cuộc phục hưng mau chóng quét qua khắp Kentucky, Tennessee và miền nam Ohio cùng với sự phát triển mạnh mẽ của các giáo phái Giám Lý và Baptist. Mỗi giáo phái có thế mạnh của mình để thu hoạch từ cuộc phục hưng. Giáo phái Giám Lý với cơ cấu tổ chức hiệu quả, dựa vào các truyền đạo khu vực (circuit rider), những người này tìm đến các vùng xa xôi, hẻo lánh để giảng đạo. Thường xuất thân từ giới bình dân, họ dễ dàng tìm được sự đồng cảm từ các gia đình sinh sống tại vùng biên cương.
Trong khi đó, giáo phái Baptist chọn lựa cấu trúc tổ chức mềm dẻo. Những người truyền đạo nông dân của họ, những người nhận lãnh "ơn gọi" từ Thiên Chúa, chuyên cần nghiên cứu Kinh Thánh và đi ra thành lập nhà thờ; sau đó, họ được phong chức bởi giáo đoàn của họ. Các giáo đoàn này đào tạo nhiều mục sư và gởi họ đến các vùng xa hơn, sâu trong các hoang mạc để thành lập nhà thờ. Nhờ tính hiệu quả của phương pháp này, giáo phái Baptist chiếm vai trò chủ đạo trong đời sống tôn giáo tại những tiểu bang biên giới và hầu hết các tiểu bang miền Nam.
Cuộc đại tỉnh thức thứ nhì có ảnh hưởng sâu sắc trên lịch sử Hoa Kỳ. Với số lượng tín hữu gia tăng mạnh, các giáo phái Baptist và Giám Lý đạt đến vị trí cân bằng, về sau vượt trội các giáo phái truyền thống có ảnh hưởng lớn trong thời kỳ thuộc địa như Anh giáo, Trưởng Lão, Tự trị giáo đoàn và Quaker. Trong vòng các tín hữu Quaker, những nỗ lực nhằm ứng dụng tư tưởng Cơ đốc giáo vào các giải pháp xã hội là tiền thân của phong trào Phúc âm xã hội của thế kỷ 19. Đến giữa thế kỷ 19, nước Mỹ trở nên một quốc gia đa dạng, và những dị biệt bên trong cộng đồng Kháng Cách tại Mỹ vừa phản ánh vừa đóng góp vào tình trạng đa dạng này.

### Ảnh hưởng
Cùng lúc với những canh tân trong thần học và cấu trúc hội thánh là những cải cách xã hội xảy ra trong giai đoạn này. Các tín hữu Cơ Đốc tích cực tham gia vào các cải cách xã hội như chống nạn nghiện rượu, bảo vệ nữ quyền, phong trào bãi nô, và các hoạt động nhằm giải quyết những vấn nạn khác của xã hội từ nhận thức về vai trò của họ trong xã hội là thanh tẩy thế giới qua nỗ lực giới thiệu ơn cứu rỗi đến cho từng cá nhân.

## Đại Tỉnh thức lần thứ ba
Đây là thời kỳ kéo dài từ thập niên 1850 đến thập niên 1900 ảnh hưởng đến nhiều giáo phái Kháng Cách. Công cuộc truyền giáo đem thông điệp Phúc âm đến khắp nơi trên thế giới và Phong trào Phúc âm Xã hội khởi phát trong giai đoạn này. Cũng xuất hiện một số hiện tượng như Phong trào Thánh khiết, Phong trào Nazarene và giáo phái Cơ Đốc Khoa học.
Cuộc Đại Tỉnh thức bùng phát tại nhiều thành phố trong năm 1858, nhưng bị cắt đứt bởi cuộc Nội chiến Mỹ. Tuy vậy, ở miền Nam, chính cuộc nội chiến là nhân tố phát triển các cuộc phục hưng tôn giáo, đặc biệt trong vòng các binh sĩ dưới quyền Tướng Robert E. Lee. Sau chiến tranh, Dwight L. Moody xem chấn hưng niềm tin là trọng tâm trong các hoạt động của ông ở Chicago, dẫn đến việc thành lập Học viện Kinh Thánh Moody.
Các giáo hội Kháng Cách mở rộng hoạt động truyền giáo ở Hoa Kỳ và tại nhiều nước trên khắp thế giới. Số lượng các đại học do các giáo hội thành lập tăng trưởng nhanh cùng với chất lượng giáo dục. YMCA có mặt ở nhiều thành phố, cùng lúc với các nhóm thanh niên Cơ Đốc như Epworth League (Giám Lý), và Walther League (Lutheran).

### Ảnh hưởng
Cuộc Đại Tỉnh thức lần thứ ba được xem là ảnh hưởng chủ đạo dẫn dắt nước Mỹ qua những ngày khó khăn khi phải gánh chịu hậu quả nặng nề của cuộc Đại Suy thoái và chiến tranh thế giới lần thứ hai. Ý nghĩa của thuật từ "thức tỉnh" ngụ ý một xã hội mê ngủ hoặc trì trệ, thụ động và bị thế tục hóa. Như thế, "thức tỉnh" là thuật từ bắt nguồn từ những người Tin Lành và được sử dụng thường xuyên bởi cộng đồng này, kéo dài cho đến ngày nay như trong trường hợp của Tổng thống George W. Bush.

## Đại Tỉnh thức lần thứ tư
Dù vẫn còn bất đồng về việc liệu có nên áp dụng thuật từ "Đại Tỉnh thức" cho giai đoạn từ cuối thập niên 1960 đến đầu thập niên 1970 hay không, thời kỳ này chứng kiến nhiều sự thay đổi đáng kể trong lĩnh vực tôn giáo tại Hoa Kỳ.
Trong khi các giáo hội "chính lưu" thuộc cộng đồng Kháng Cách sút giảm đáng kể số lượng tín hữu và ảnh hưởng xã hội thì một số giáo phái truyền thống như Baptist Nam phương và Missouri Synod Lutheran phát triển mạnh mẽ số lượng thành viên, mở rộng ảnh hưởng trên khắp nước Mỹ, tham gia các cuộc tranh luận thần học, và trở nên các thế lực chính trị hùng mạnh. Cùng lúc, là sự lớn mạnh của chủ nghĩa thế tục, và các giáo hội phải đối đầu với các vấn đề như quyền của người đồng tính, quyền phá thai và phải nỗ lực bảo vệ học thuyết sáng tạo.
Thời kỳ này cũng chứng kiến sự phát triển của các nhà thờ độc lập có chủ trương liên phái, và các "trung tâm đức tin cộng đồng", cùng lúc là sự trỗi dậy của hiện tượng đại giáo đoàn, và các tổ chức truyền giáo và công tác xã hội phi giáo phái. Phong trào Giê-xu được xem là một phần trong cuộc đại tỉnh thức lần thứ tư.
Cũng thuộc thời kỳ này, theo quan điểm của một số người, là cuộc Phong trào Ân tứ từ năm 1961 đến 1982. Khởi nguồn từ Phong trào Ngũ Tuần, tập chú vào trải nghiệm mà họ xem là những "ân tứ" của Chúa Thánh Linh như nói tiếng lạ, chữa bệnh bằng đức tin và nói tiên tri; các "ân tứ" này cũng được xem là dấu chứng của trải nghiệm "đầy dẫy Chúa Thánh Linh". Dù khởi phát từ cộng đồng Kháng Cách, ảnh hưởng của phong trào này lan rộng trong Giáo hội Công giáo La Mã vào lúc các nhà lãnh đạo giáo hội tỏ thái độ rộng mở với chủ trương đại kết, bớt nhấn mạnh đến cấu trúc giáo hội, đồng thời quan tâm nhiều hơn đến vai trò của giáo dân trong giáo hội.

### Đại Tỉnh thức lần thứ nhất
- Jonathan Edwards, (C. Goen, editor) The Great-Awakening: A Faithful Narrative Collected contemporary comments and letters; 1972, Yale University Press, ISBN 0-300-01437-6.
- Alan Heimert and Perry Miller ed.; The Great Awakening: Documents Illustrating the Crisis and Its Consequences 1967
- Davies, Samuel. Sermons on Important Subjects. Edited by Albert Barnes. 3 vols. New York: Robert Carter, 1845.
- ________. The Reverend Samuel Davies Abroad: The Diary of a Journal to England and Scotland, 1753-55. Edited by George William Pilcher. Urbana, IL: University of Illinois Press, 1967.
- Gillies, John. Memoirs of Rev. George Whitefield. New Haven, CN: Whitmore and Buckingham, and H. Mansfield, 1834.
- Jarratt, Devereux. The Life of the Reverend Devereux Jarratt. Religion in America, ed. Edwin S. Gaustad. New York, Arno, 1969.
- Whitefield, George. George Whitefield's Journals. Edited by Iain Murray. London: Banner of Truth Trust, 1960.
- ________. Letters of George Whitefield. Edited by S. M. Houghton. Edinburgh, UK: Banner of Truth Trust, 1976.

### Đại Tỉnh thức lần thứ nhì
- Abzug, Robert H. "Cosmos Crumbling: American Reform and the Religious Imagination" (1994) (ISBN 0-195-04568-8)
- Ahlstrom, Sydney. A Religious History of the American People (1972) (ISBN 0-385-11164-9)
- Birdsall Richard D. "The Second Great Awakening and the New England Social Order." Church History 39 (1970): 345-64.
- Bratt, James D. "Religious Anti-revivalism in Antebellum America." Journal of the Early Republic (2004) 24(1): 65-106. ISSN 0275-1275 Fulltext: in Ebsco. Examines oppositional literature of the antirevivalists, namely, the doubters and critics. The article includes an appendix of selected revivalist critiques.
- Brown, Kenneth O. Holy Ground; a Study on the American Camp Meeting. Garland Publishing, Inc., 1992.
- Brown, Kenneth O. Holy Ground, Too, the Camp Meeting Family Tree. Hazleton: Holiness Archives, 1997.
- Bruce, Dickson D., Jr. And They All Sang Hallelujah: Plain Folk Camp-Meeting Religion, 1800–1845 University of Tennessee Press, 1974.
- Butler Jon. "Enthusiasm Described and Decried: The Great Awakening as Interpretative Fiction." Journal of American History 69 (1982): 305-25. online in JSTOR
- Butler Jon. Awash in a Sea of Faith: Christianizing the American People. 1990.
- Carwardine, Richard J. Evangelicals and Politics in Antebellum America. Yale University Press, 1993.
- Carwardine, Richard J. "The Second Great Awakening in the Urban Centers: An Examination of Methodism and the 'New Measures,'" Journal of American History 59 (1972): 327-340. online in JSTOR
- Joseph A. Conforti;  Jonathan Edwards, Religious Tradition and American Culture University of North Carolina Press. 1995.
- Cross, Whitney, R. The Burned-Over District: The Social and Intellectual History of Enthusiastic Religion in Western New York, 1800–1850 1950.
- Foster, Charles I. An Errand of Mercy: The Evangelical United Front, 1790–1837 University of North Carolina Press, 1960.
- Clifford S. Griffin. "Religious Benevolence as Social Control, 1815-1860," The Mississippi Valley Historical Review, Vol. 44, No. 3. (Dec., 1957), pp. 423–444. in JSTOR
- Hambrick-Stowe, Charles. Charles G. Finney and the Spirit of American Evangelicalism. Wm B. Eerdmans, 1996.
- Hankins, Barry. The Second Great Awakening and the Transcendentalists. Greenwood, 2004. 200 pp.
- Hatch Nathan O. The Democratization of American Christianity 1989.
- Charles A. Johnson, "The Frontier Camp Meeting: Contemporary and Historical Appraisals, 1805-1840" The Mississippi Valley Historical Review, Vol. 37, No. 1. (Jun., 1950), pp. 91–110. in JSTOR
- Long, Kimberly Bracken. "The Communion Sermons of James Mcgready: Sacramental Theology and Scots-Irish Piety on the Kentucky Frontier." Journal of Presbyterian History 2002 80(1): 3-16. Issn: 0022-3883
- Loveland Anne C. Southern Evangelicals and the Social Order, 1800-1860. 1980
- Marsden George M. The Evangelical Mind and the New School Presbyterian Experience: A Case Study of Thought and Theology in Nineteenth-Century America. 1970.
- McLoughlin William G. Modern Revivalism 1959.
- McLoughlin William G. Revivals, Awakenings, and Reform: An Essay on Religion and Social Change in America, 1607-1977 1978.
- Noll; Mark A. ed. God and Mammon: Protestants, Money, and the Market, 1790-1860 Oxford University Press. 2002.
- Walter Brownlow Posey, The Baptist Church in the Lower Mississippi Valley, 1776-1845 University at Kentucky Press, 1957
- Roth Randolph A. The Democratic Dilemma: Religion, Reform, and the Social Order in the Connecticut River Valley of Vermont, 1791-1850. 1987
- Shiels Richard D. "The Second Great Awakening in Connecticut: Critique of the Traditional Interpretation." Church History 49 (1980): 401-15.
- Smith, Timothy L. Revivalism and Social Reform: American Protestantism on the Eve of the Civil War 1957

### Đại Tỉnh thức lần thứ ba
- Abell, Aaron. The Urban Impact on American Protestantism, 1865-1900 Harvard University Press, 1943.
- Ahlstrom, Sydney E. A Religious History of the American People. Yale University Press, 1972.
- Bordin, Ruth. Woman and Temperance: The Quest for Power and Liberty, 1873-1900 Temple University Press, 1981.
- Curtis, Susan. A Consuming Faith: The Social Gospel and Modern American Culture. Johns Hopkins University Press, 1991.
- Dieter, Melvin Easterday. The Holiness Revival of the Nineteenth Century Scarecrow Press, 1980.
- Dorsett, Lyle W. Billy Sunday and the Redemption of Urban America Eerdmans, 1991.
- Dorsett, Lyle W. A Passion for Souls: The Life of D. L. Moody. Moody Press, 1997.
- Bruce J. Evensen; God's Man for the Gilded Age: D.L. Moody and the Rise of Modern Mass Evangelism Oxford University Press, 2003
- Findlay, James F. Dwight L. Moody: American Evangelist, 1837-1899 University of Chicago Press, 1969.
- Finke, Roger, and Rodney Stark. The Churching of America, 1776-1990: Winners and Losers in Our Religious Economy Rutgers University Press, 1992.
- Fishwick, Marshall W. Great Awakenings: Popular Religion and Popular Culture (1995)
- Hutchison William R. Errand to the World: American Protestant Thought and Foreign Missions. University of Chicago Press, 1987.
- Richard Jensen. The Winning of the Midwest: Social and Political Conflict, 1888-1896 (1971)
- Kathryn Teresa Long; The Revival of 1857-58: Interpreting an American Religious Awakening Oxford University Press, 1998
- William G McLoughlin. Revivals Awakenings and Reform 1980
- Marsden, George M. Fundamentalism and American Culture: The Shaping of Twentieth-Century Evangelicalism, 1870-1925 Oxford University Press, 1980.
- McLoughlin, William G. Modern Revivalism: Charles Grandison Finney to Billy Graham 1959.
- McLoughlin, William G. Revivals, Awakenings, and Reform: An Essay on Religion and Social Change in America, 1607-1977. University of Chicago Press, 1978.
- McLoughlin, William G. ed. The American Evangelicals, 1800-1900: An Anthology 1976.
- Sizer, Sandra. Gospel Hymns and Social Religion: The Rhetoric of Nineteenth-Century Revivalism. Temple University Press, 1978.
- Smith, Timothy L. Called Unto Holiness, the Story of the Nazarenes: The Formative Years. Kansas City: Nazarene Publishing House, 1962.
- Smith, Timothy L. Revivalism and Social Reform: American Protestantism on the Eve of the Civil War Abingdon Press, 1957.
- Ward, W. R. The Protestant Evangelical Awakening Cambridge University Press, 1992.
- Weisberger, Bernard A. They Gathered at the River: The Story of the Great Revivalists and Their Impact upon Religion in America 1958.